# 히노군

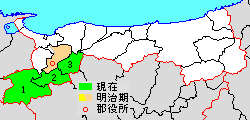
히노 군의 위치

히노군(일본어: 日野郡, ひのぐん)은 일본 돗토리현의 군이다.
인구 8,528명, 면적 599.46km², 인구밀도 14.2명/km².(2025년 3월 1일, 추계인구)
이하 3정으로 구성된다.
- 고후정(江府町)
- 니치난정(日南町)
- 히노정(日野町)

## 역사
- 2005년 1월 1일 - 미조쿠치 정이 사이하쿠군 기시모토 정과 합병해 사이하쿠 군 호키정이 성립, 군에서 이탈하였다.